# Дом ребёнка при исправительной колонии
Дом ребёнка — в системе исполнения наказаний РФ учреждение при женских исправительных колониях. В данных колониях отбывают наказание беременные женщины и женщины с детьми до 3 лет, в отношении которых не применена отсрочка отбывания наказания. Дома ребёнка размещаются, как правило, за пределами колонии. Территории домов ребёнка делятся на участки по количеству групп детей. В домах ребёнка предусмотрены карантинные, воспитательные и оздоровительные мероприятия. В некоторых случаях администрация колонии может разрешить совместное проживание матери и ребёнка. Закон предусматривает возможность оставления в доме ребёнка детей старше 3 лет, а также передачу их родственникам, опекунам и в иные детские учреждения с согласия матери или по решению органов опеки.
На 1 июля 2016 г. при женских колониях функционировало 13 домов ребенка, в которых проживало 625 детей.
На 1 октября 2021 г. при женских колониях имеется 13 домов ребенка, в которых проживает 339 детей.